# Северная башня (Нижний Новгород)
Северная башня — круглая башня Нижегородского кремля. Расположена в нагорной части между Тайницкой и Часовой башнями. Вопреки названию, башня не является самым северным сооружением в Кремле, но крепостная стена, протянувшаяся от Тайницкой башни в сторону Северной, совпадает с направлением на север.

## Описание

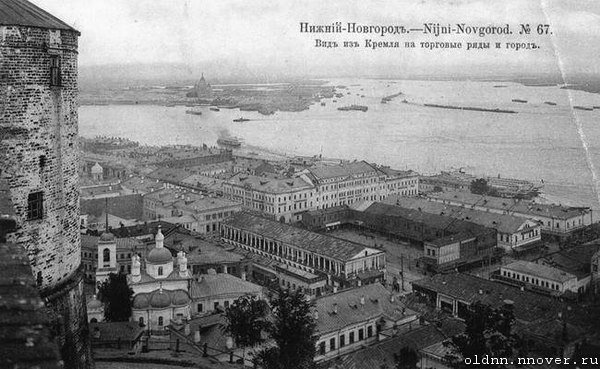
Вид на Нижний посад и Стрелку со стены кремля, начало XX в. Слева на переднем плане — Северная башня

В исторических документах XVII века Северная башня также называлась Наугольной, так как она занимала угол крепостной стены, резко поворачивающий от Почаинского оврага к склону Часовой горы. Позднее нынешняя Северная башня была известна как Ильинская из-за соседства с церковью Святого Ильи Пророка, находящейся на противоположной стороне оврага. Как гласит легенда, в 1505 году казанский хан Махмед-Амин, собрав огромную армию татар и ногайцев, пошёл войной на Нижний Новгород. Пушкарь Федя Литвич вызвался стрельнуть из пушки по татарам, да так метко попал, что одним выстрелом уничтожил шатёр главаря ногайцев. По сообщению летописца, татарские полчища, лишившись предводителя, обратились в бегство, возмутились «аки (испуганные) птичьи стада» и не стали биться с нижегородцами. На месте шатра построили Ильинскую церковь.
По своей конструкции Северная башня сходна с Тайницкой: она имела 4 яруса с боевыми окнами. По проходу, оборудованному в толще стены, можно было спуститься в нижний ярус, где находилось небольшое помещение с лестницей и «невеликие выходные дверцы», ведущие в город. Эти ворота играли служебную роль: через них пропускали гонцов и бойцов, пополнявших армию во время осады крепости. В XVIII веке Северную башню занял военный склад губернской роты, а в 1827 году её переоборудовали в хранилище полицейского управления.
В XIX столетии среди горожан бытовал слух, будто бы Николай I повелел устроить в стенах Северной башни царскую резиденцию. Предание не лишено смысла: в 1835-1841 годах после визита Николая I в Нижний Новгород Нижегородский Кремль благоустроили, очистив его от частных домов и выстроив новые здания (губернаторский дом и др.). В это же время составили смету на ремонт Северной башни на сумму в 150 тысяч рублей, но этот проект не был реализован.